# Rossio da Sé
O Rossio da Sé, requalificado em 2002, era considerado uma pequena praça, rodeada de casas de arquitetura medieval, com um grande valor arquitetónico. Atualmente, essas casas já não existem tendo sido demolidas no ano 1940 e foram construídos edifícios que hoje podemos observar, nomeadamente o Tribunal do Trabalho e a sede da Junta de Província do Minho. O Rossio da Sé hoje é visto como um pequeno largo, no qual existe um painel de bronze, no qual se encontra um conjunto de várias figuras históricas como, Paio Mendes, arcebispo de Braga e Afonso Henriques.
O primeiro rei de Portugal, fez várias doações a D.Paio Mendes, em reconhecimento dos serviços que lhe ia prestando nos preparativos da fundação da nacionalidade. Com este efeito, D.Paio Mendes e D.Afonso Henriques, assinam a 27 de maio de 1128, em Braga, um documento em que o Infante promete ao Arcebispo direitos sobre várias vilas e lugares e diversas isenções e importantes privilégios logo que obtiver o governo de Portugal, algo que se pode observar no painel de bronze. Este pedaço de história foi projeto da autoria do escultor José Pacheco e do arquiteto Ramalhete Barbosa. No presente, á volta deste largo encontram-se vários bares, restaurantes, entre outros. Podemos também, destacar a sua proximidade com a Sé de Braga.
A Sé de Braga ou a Catedral de Santa Maria de Braga, é considerada um dos maiores templos do romântico em Portugal e a primeira catedral portuguesa. Nesta, encontram-se os túmulos de Henrique de Borgonha e a sua esposa, Teresa de Leão, pais de D.Afonso Henriques. Esta catedral foi construída pelos arquitetos João de Castilho e João Antunes, tendo sido alvo de mudanças ao longo do tempo. Desde 1910, a Sé de Braga é considerada Monumento Nacional e é conhecida por deter várias relíquias sagradas como, o pedaço de um manto da Virgem Santa Maria, numa das suas capelas, nomeadamente a Capela das Reliquías, onde estão arcas que contêm ossos de muitos anjos, segundo o que dizem. 
O Rossio da Sé é também palco de feiras medievais onde se recria eventos históricos dessa época, criando-se assim, no centro da cidade de Braga um clima medieval.
Bibliografia:
- Compadre, H. ([s.d.]). Rossio da Sé. Minube. Recuperado 2 de março de 2022, de https://www.minube.pt/sitio-preferido/rossio-da-se-a3673181
- Sé de Braga. ([s.d.]). Visitportugal.com. Recuperado 2 de março de 2022, de https://www.visitportugal.com/pt-pt/content/se-de-braga
- Sé de Braga – Sé de Braga. ([s.d.]). Se-braga.pt. Recuperado 2 de março de 2022, de https://se-braga.pt/
- Tours, M. F. W. (2019, abril 9). A História e vida religiosa de Braga narradas no Rossio da Sé. We Braga. https://webraga.pt/blog/a-historia-e-vida-religiosa-de-braga-narradas-no-rossio-da-se/